# 媚兒喜
媚兒喜（英語：Mel C，或Melanie C，全名：Melanie Jayne Chisholm，1974年1月12日—），英國女歌手，著名英國女子音樂組合辣妹合唱團的成員，暱稱為運動辣妹（Sporty Spice）。

## 外部連結
- 媚兒喜在Allmusic上的頁面
- 媚兒喜在互联网电影资料库（IMDb）上的資料（英文）